# Farbstofftheorie nach Witt
Die Farbstofftheorie von Otto Nikolaus Witt stammt aus dem Jahr 1876. Mit dieser Theorie ließ sich erstmals die Farbigkeit von Stoffen, die auf aromatischen Systemen beruhen, vorhersagen. Ein erster großer Triumph dieser Theorie stellte gezielte Synthese des Azofarbstoffs Chrysoidin dar, die auf Witts theoretischen Überlegungen basierte. 

Struktur des Chrysoidins

Diese Theorie ist allerdings nur für die Anwendung auf aromatische oder generell organische, konjugierte Farbstoffe geeignet. Insbesondere für anorganische Farbpigmente müssen andere Theorien wie die Ligandenfeldtheorie zur Vorhersage herangezogen werden.

## Aussagen der Theorie
Nach Witts Vorstellung beruht die Farbigkeit eines Farbstoffs auf dem Vorhandensein eines Chromophors, dessen natürliche Farbigkeit sich durch Auxochrome beeinflussen lässt. Außerdem sorgen die Auxochrome nach Witt beim Färben für die Bindung des Farbstoffmoleküls an das Trägermaterial.
Siehe auch: Bathochrome, Hypsochrome

## Erweiterungen
Erweitert wurde die Farbtheorie nach Witt unter anderem von Robert Wizinger. Er unterschied zwei Arten von Auxochromen. Danach besteht ein Farbstoff aus drei Komponenten: 
1. Aus einem Chromophor (delokalisiertes π-Elektronensystem)
2. aus einem auxochromen Teil (Elektronendonator mit einem +M-Effekt)
3. und aus einem antiauxochromen Teil (Elektronenakzeptor mit einem −M-Effekt).

Siehe auch: Antiauxochrome

## Beispiel: Nitrophenol

p-Nitrophenol

Das gelbe p-Nitrophenol ist aus folgenden Komponenten aufgebaut:
- Einer auxochromen Gruppe: OH-Gruppe
- Einer antiauxochromen Gruppe: NO2-Gruppe
- Einem delokalisierten π-Elektronensystem: Benzolring als Chromophor